# Kazbek
Gora Kazbek je mirujoči stratovulkan in ena izmed višjih gora Kavkaza, ki stoji na meji gruzijskega okrožja Kazbegi in Ruske republike Severna Osetija-Alanija .
Je tretji najvišji vrh v Gruziji (po gorah Škhara in Janga) in sedmi najvišji vrh v gorah Kavkaza. Kazbegi je tudi drugi najvišji vulkanski vrh na Kavkazu, po gori Elbrus. Vrh leži neposredno zahodno od mesta Stepancminda in je najpomembnejša geografska značilnost območja. Gora Kazbek je najvišji vrh vzhodne Gruzije. Ime v gruzinščini, Mqinvarcveri, pomeni 'Ledeniški vrh' ali 'Zamrznjen hladen vrh . Čečensko ime Bašlam pomeni 'stopljena gora'.

## Opis
Kazbek je na območju Khokh, gorskem območju, ki teče severno od Velikega Kavkaza in ga prebijata soteski Ardon in Terek. Po njegovem vzhodnem vznožju vodi Gruzijska vojaška cesta preko Darialskega prelaza 2378 metrov visoko. Sama gora leži ob robu tektonskega preloma Borjomi – Kazbegi (ki je severni pod-konec severnega Anatolskega preloma). Območje je zelo tektonsko aktivno, v rednih presledkih se pojavljajo številni majhni potresi. Goro obdaja tudi aktivni sistem geotermalnih / vročih izvirov. Kazbek je potencialno aktiven vulkan, sestavljen iz trahita, obložen z lavo in ima obliko dvojnega stožca, katerega osnova leži na nadmorski višini 1770 metrov. Kazbek je najvišji izmed vulkanskimi stožci vulkanske skupine Kazbegi, ki vključuje tudi goro Khabarjina (3142 metrov).
Zaradi strmega pobočja ledeniki Kazbeka niso zelo veliki. Skupna površina vseh ledenikov Kazbeka znaša 135 km². Najbolj znan ledenik je Djevdorak ali Devdaraki, ki se spušča po severovzhodnem pobočju v istoimensko sotesko in doseže raven 2295 metrov. Med drugimi ledeniki so Mna, Denkara, Gergeti, Abano in Čata. Nedavni zlom ledenika Kolka, ki leži v dolini med goro Dzimara in Kazbekom je bil leta 2002 pripisan vulkanskim aktivnostim solfatar vzdolž severnega pobočja gore, čeprav ni bilo izbruha. Poleg dogodka iz leta 2002, se je na severovzhodnem pobočju gore 20. avgusta 2014 zgodil masiven odlom Devdarakijevega ledenika in povzročil smrt sedmih ljudi. Odlom ledenika je zajezil reko Terek v soteski Darjal in poplavil Gruzijsko vojaško cesto.
Od 24. do 28. maja 2019 je Kavkaška skitouring mreža organizirala odpravo na raziskovanje Kazbekove višine. 27. maja 2019 ob 12:22 GMT + 4 je ekipa prvič postavila GPS sprejemnik na vrh Kazbeka. Nova višina je določena z datumom WGS 84. Višina je bila določena s 5 mm natančnostjo. Določena višina je 5053,927 m.

## Legenda
Gora Kazbek je v gruzijski folklori povezana z Amiranijem, junakom gruzijskega epa, ki spominja na klasičnega Prometeja, ki je bil v verigo prikovan, ker je ukradel ogenj bogovom in ga dal smrtnikom. Kraj njegovega zapora je kasneje postal mesto pravoslavnega puščavnika, ki je v jami z imenom Betlemi (Betlehem) na približno 4000 metrih. Po legendah je bilo v tej jami veliko svetih relikvij, vključno z Abrahamovim šotorom in jasli dojenčka Jezusa. 
Na vrh so se leta 1868 prvič povzpeli D. W. Freshfield, A. W. Moore in C. Tucker iz Alpskega kluba z vodnikom Françoisom Devouassoudom. Sledila jim je ženska ruska alpinistka Marija Preobraženskaja, ki je plezanje opravila devetkrat, začenši leta 1900.

## Naravni rezervat Kazbegi
Območje okoli gore Kazbek je sovjetska vlada leta 1979 označila za naravni rezervat in vključuje bukove gozdove, subalpske gozdove in alpske travnike. Številne rastline in živali v rezervatu so endemiti regije Kavkaz.

## Galerija
- Kazbek, avgust 2019
- Kazbek, avgust 2019
- Kazbek, avgust 2019
- Kazbek, avgust 2019
- Kazbek, avgust 2019
- Kazbek, avgust 2019
- Kazbek, avgust 2019
- Kazbek
- Ledenik Gergeti, Kazbek